# Domenico Bassetti
Domenico Andrea Bassetti detto Nico (Lasino, 20 gennaio 1828 – Lakhdaria, 21 aprile 1871) è stato un militare e patriota italiano nato sotto il regno asburgico, e fondatore della città di Lakhdaria in Algeria.

## Biografia
Domenico Andrea Bassetti nacque a Lasino il 20 gennaio del 1828. A causa dei suoi ideali filo-italiani, abbandonò il Tirolo italiano (attuale Provincia di Trento), allora territorio austriaco, e combatté nella seconda guerra di indipendenza del 1859 nella battaglia di Palestro tra le file dell'esercito piemontese. Emigrato in Francia si arruolò nella Legione straniera francese in Algeria, ove fondò nel 1867 la cittadina di Palestro, oggi Lakhdaria a circa 77 chilometri da Algeri. 
Sindaco del villaggio, vi morì il 21 aprile del 1871 trucidato con parte della popolazione, composta interamente da emigrati italiani, da 3.000 berberi rivoltosi.  Bassetti fu onorato con il titolo di «Eroe nazionale francese» e venne ricordato dal governo parigino con l'erezione a Palestro di un monumento, abbattuto dopo l'indipendenza algerina per costruire una moschea.
Nel 2015, sulla base di una foto del monumento e usando un blocco di pietra bianca di Vicenza, lo scultore Enrico Pasquale ha ricostruito l'opera. Il monumento è stato presentato alla fiera internazionale del marmo Marmomacc di Verona dal 30 settembre 2015 per essere poi portato a Lasino .